# 拉氏腔吻鱈
拉氏腔吻鱈，為輻鰭魚綱鱈形目鼠尾鱈科的其中一種，分布於東印度洋西澳大利亞、塔斯馬尼亞海域，屬深海底棲性魚類，深度可達1140公尺，本體長可達62公分，棲息在底層水域，生活習性不明。